# Krokový motor

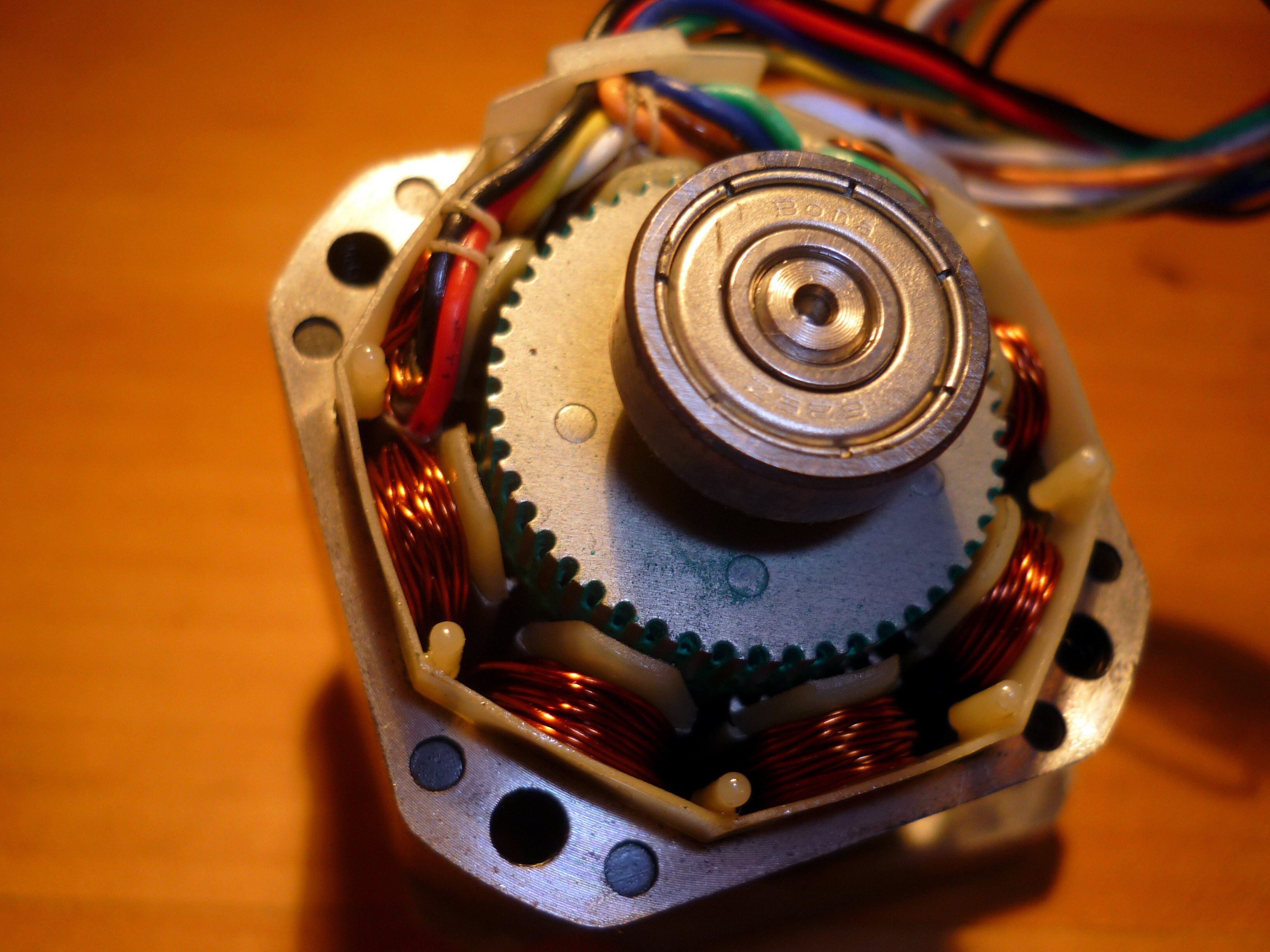
Stator a rotor krokového motoru.

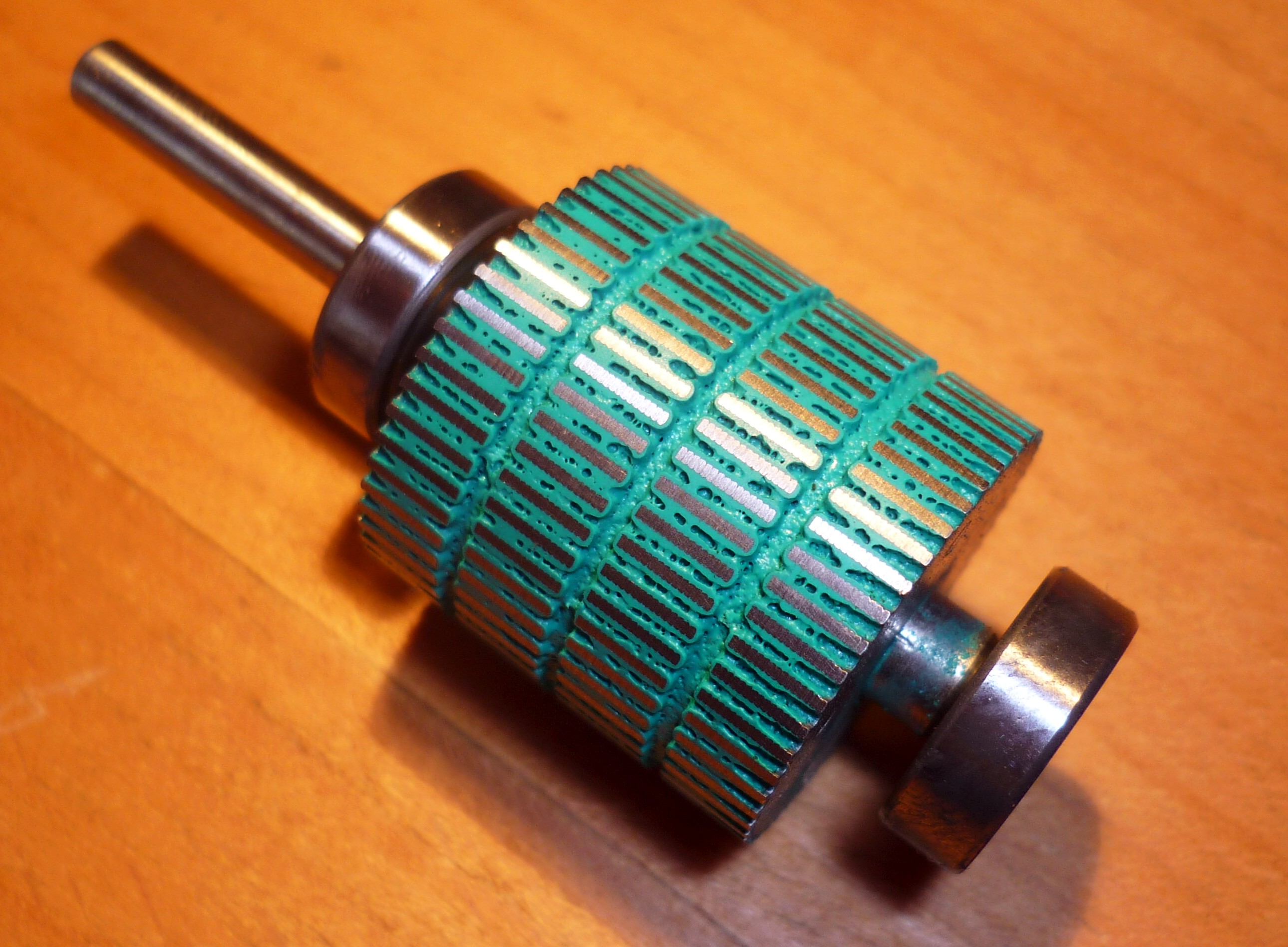
Rotor krokového motoru.

Krokový motor je synchronní stroj, většinou napájený impulsy stejnosměrného proudu. Magnetické pole je generováno postupným napájením jednotlivých pólových dvojic. Pohyb rotoru krokového motoru je při nízkých rychlostech nespojitý, rotor se pohybuje mezi stabilními polohami vždy v určitém úhlu – mluvíme o pohybu v krocích. Počet kroků (stabilních klidových poloh) je dán počtem pólových dvojic, rovněž může být ovlivněn způsobem ovládání. K pohybu tohoto motoru je vždy třeba řídící elektronika – ovladač krokového motoru. K mechanickému kontaktu a tudíž otěru nedochází u krokových motorů jinde než v ložiscích. Vyznačují se proto velkou mechanickou odolností, dlouhou dobou života a provozem téměř bez údržby. Nevýhodou krokových motorů je tzv. ztráta kroku, která nastává při překročení mezního zatížení a sklon k mechanickému zakmitávání, které může vést k nestabilitě při pohybu. Obě tyto negativní vlastnosti lze předem vyloučit volbou vhodného motoru a ovladače s přihlédnutím k momentovým charakteristikám pohonu.

## Řízení motoru

### Budič krokového motoru
Budič krokového motoru je speciální elektronický obvod generující impulsy v určitém sledu a délce. Tyto impulsy následně přes výkonovou část budí v přesném pořadí jednotlivá vinutí rotoru. Frekvence, pořadí a délka impulsů z řídícího obvodu řídí počet, smysl otáček rotoru a rovněž točivý moment stroje.

## Krok
Krok je reakce rotoru krokového motoru na řídící impuls. Rotor se při jednom kroku pootočí z výchozí polohy (klidového stavu) do nejbližší magnetické klidové polohy.

### Úhel kroku
Úhel kroku α je jmenovitý úhel, který odpovídá změně polohy rotoru po příchodu jednoho impulzu. Na velikost úhlu kroku má vliv konstrukce motoru tj. počet fází statoru, počet pólů rotoru a způsob řízení krokového motoru. Vztah platný pro velikost kroku {\displaystyle \Phi ={\tfrac {360^{\circ }\!\!\;\cdot N}{m}}} kde {\displaystyle m} je počet fází statoru a {\displaystyle N} je počet zubů rotoru.

## Druhy krokových motorů podle buzení rotorů
Podle konstrukčního a principiálního provedení buzení rotorů se krokové motory rozdělují do čtyř skupin:

### Pasivní točivé krokové motory
- Nazývány: reluktanční motory nebo krokové motory s proměnnou reluktancí, též drápkový motor.
  - V anglicky psané literatuře označované zkratkou VR nebo VRM - Variable Reluctance Motors.
- Princip: Rotor tohoto typu krokového motoru je tvořen vyniklými póly z magneticky měkkého materiálu, kdy jednotlivé póly rotoru jsou vtahovány pod póly statoru, do míst s nejsilnějším magnetickým polem, a to díky rozdílu v magnetické vodivosti vzduchu vůči "drápkům" vyniklých pólů rotoru (sestaveného z plechů) z prostého železa. Po vtažení do magnetického pole statoru jsou oba zúčastněné drápky rotoru v této pozici pak i nadále drženy, jako pod elektromagnetem, dokud řídící obvod nenabudí jiný pól statoru, ideálně s nejmenším úhlem k překroku.

### Aktivní točivé krokové motory
- Nazývány: krokové motory s aktivním rotorem, někdy též krokové motory s radiálně polarizovaným permanentním magnetem
  - V anglicky psané literatuře označované zkratkou PM - Permanent Magnet.
- Princip: Rotor tohoto typu je tvořen permanentním magnetem, po obvodu rotoru se střídají severní a jižní póly budicích magnetů.

### Hybridní točivé krokové motory
- Nazývány: aktivními krokovými motory s axiálně orientovaným permanentním magnetem.
  - V anglicky psané literatuře označované zkratkou HB - Hybrid.
- Princip: Jde o speciální druh aktivních krokových motorů, jejichž rotor je tvořen axiálně uloženým permanentním magnetem, na jehož koncích (severním a jižním pólu) jsou umístěny feromagnetické pólové nástavce: koruny. Jedná se tedy o jakousi kombinaci obou předcházejících typů krokového motoru: v ose rotoru uložený magnet s magnetickým obvodem ze dvou do sebe (téměř) zaklesnutých trnů z korun na obou čelech rotoru. Každý trn koruny je pólem dané magnetické polarity; střídání pólů je dáno konstrukčně, prolnutím trnů obou korun.

### Lineární krokové motory
Samostatný druh strojů, které vykonávají neperiodický posuvný pohyb: Stator tohoto motoru je rozvinut do úsečky, má tedy (konstrukčně) možnost jen konečného pohybu na jednu stranu. Nesoudělností rozměrů, různými odstupy mezi póly statoru a rotoru, lze získat krok motoru, který je jen zlomkem odstupu mezi póly rotoru i statoru. Ale pořadí spínání elektrického buzení jednotlivých pólů (statoru) se pak může jevit nelogicky napřeskáčku, oproti jeho konstrukčnímu pořadí pólů v prostoru.
Rotor se netočí, nýbrž posouvá, je proto potřeba řešit pojezdy, místo ložisek.